# 삼괴고등학교
삼괴고등학교(三槐高等學校)는 대한민국 경기도 화성시 우정읍 조암리에 있는 사립 고등학교이다.

## 학교 연혁
- 1953년 12월 1일 : 재단법인 삼괴학원 설립 인가
- 1960년 2월 19일 : 삼괴종합고등학교 3학급 설립 인가
- 1964년 6월 17일 : 학교법인 삼괴학원 조직변경, 이사장 백성기 취임
- 1969년 12월 10일 : 삼괴종합고등학교로 정관 변경 (보통과 3학급, 상과 3학급)
- 2001년 8월 25일 : 학과 개편 승인 (보통과 12학급, 전자상거래과 6학급, 정보처리과 6학급)
- 2005년 3월 1일 : 삼괴고등학교로 교명 변경
- 2006년 5월 4일 : 이사장 백승현 박사 취임
- 2009년 4월 28일 : 창업특성화고등학교 승인(비즈쿨학과)
- 2012년 6월 28일 : 학과 개편 승인(보통과 24학급)
- 2015년 3월 2일 : 학과 개편에 따라 전학년 인문계 전환
- 2020년 1월 3일 : 제57회 졸업식(총 13,523명 졸업)
- 2020년 3월 1일 : 제16대 공명현 교장 취임

## 참고 자료
- 삼괴고등학교 - 한국교육학술정보원 학교알리미